# هاینریش فیشر
هاینریش فیشر (انگلیسی: Heinrich Fischer؛ زادهٔ ۱۲ january ۱۹۵۰ (۷۵ سال)) ورزشکار روئینگ اهل سوئیس است.
وی در مسابقات کشوری و بین‌المللی در مجموع برندهٔ ۱ مدال نقره شده‌است.